# 百度指数
百度指数（英語：Baidu Index）是以百度众多网民检索行为数据为基础的数据分享平台。通过百度指数可以研究关键词搜索趋势、洞察网民兴趣和需求、监测舆情动向以及定位受众特征等，是中国互联网行业颇为重要的统计分析平台之一。百度指数取决于用户的主动检索行为记录，每一个用户在百度搜索引擎中的检索行为都是主动意愿的展示，每一次的检索行为都可能成为该消费者消费意愿的表达，百度指数的需求图谱正是基于语义挖掘技术向用户呈现关键词隐藏的关注焦点、消费欲望。

## 基本功能
百度指数的主要功能模块有：
基于单个词的趋势研究（包含整体趋势、PC趋势还有移动趋势）、需求图谱、舆情管家以及人群画像；
基于行业的整体趋势、地域分布、人群属性、搜索时间特征等。